# Педроче
Педроче (на испански: Pedroche) е населено място и община в Испания. Намира се в провинция Кордоба, в състава на автономната област Андалусия. Общината влиза в състава на района (комарка) Вале де лос Педрочес. Заема площ от 122 km². Населението му е 1660 души (по преброяване от 2010 г.). Разстоянието до административния център на провинцията е 96 km.

## Демография
| 1996 | 1998 | 1999 | 2000 | 2001 | 2002 | 2003 | 2004 | 2005 | 2006 |
| ---- | ---- | ---- | ---- | ---- | ---- | ---- | ---- | ---- | ---- |
| 1862 | 1848 | 1840 | 1843 | 1815 | 1784 | 1760 | 1732 | 1699 | 1677 |